# 울산광역시의 무형문화재
울산광역시의 무형문화재는 무형문화재 중에서 울산광역시 내에 있는 문화재를 의미한다.

## 지정목록
| 번호 | 사진 | 명칭                                    | 소재지                          | 관리자 (단체)         | 지정일                                                          | 참조 |
| 1호  |      | 장도장 (장도장)                         | 울산 중구 서동 518              |                       | 1997년 10월 9일 지정                                            |      |
| 2호  |      | 일산동당제(별신굿) (日山洞堂祭(別神굿)) | 울산 동구 일산동 일원           |                       | 2003년 4월 24일 지정                                            |      |
| 3호  |      | 모필장 (모필장)                         | 울산 중구 성남동 71-3           |                       | 2004년 12월 16일 지정                                           |      |
| 4호  |      | 울산 옹기장 (蔚山 甕器匠)               | 울산 울주군                     |                       | 2009년 2월 5일 지정                                             |      |
| 5호  |      | 전각장 (篆刻匠)                         | 울산 울주군                     | 정민조                | 2015년 7월 23일 지정, 2017년 3월 9일 해제, 부산으로 거주지 이동 |      |
| 6호  |      | 벼루장 (硯匠)                           | 울산 울주군 언양읍 반대안길 299 | 유길훈                | 2017년 7월 20일 지정예고, 2017년 11월 2일 지정                  | ,    |
| 7호  |      | 울산쇠부리소리                          | 울산 북구 산업로 1104           | 울산쇠부리소리 보존회 | 2019년 12월 26일 지정                                           | ,    |
| 8호  |      | 울산 마두희                             | 울산 중구 문화의거리 38         | 울산마두희 보존회     | 2023년 12월 21일 지정                                           |      |
| 9호  |      | 판각장                                  | 울산 중구 학성로 89-3           | 한초                  | 2023년 12월 21일 지정                                           |      |

## 참고 자료
- 울산광역시 고시/공고
- 울산광역시 공보